# موسى نيلسون بيكر
موسى نيلسون بيكر (بالإنجليزية: Moses Nelson Baker)‏ هو محرر أمريكي، ولد في 26 يناير 1864 في إنوسبور في الولايات المتحدة، وتوفي في 7 فبراير 1955.